# (38491) 1999 TO117
1999 TO117 (asteroide 38491) é um asteroide da cintura principal. Possui uma excentricidade de 0.07908940 e uma inclinação de 5.39099º.
Este asteroide foi descoberto no dia 4 de outubro de 1999 por LINEAR em Socorro.